# The Foundations
The Foundations (Фаунде́йшнз) — британская поп-соул-группа.
Состояла из музыкантов из Вест-Индии и Лондона. Была основана в январе 1967 года, распалась в 1970 году.
Наиболее известна по самым большим своим хитам «Baby Now That I’ve Found You», Build Me Up Buttercup и «In the Bad, Bad Old Days». Сингл «Baby Now That I’ve Found You» занял 1 место в Великобритании летом 1967 года, а позже, в ноябре, 11 место в США. Он был популярен во всём мире, продавшись в больше чем 3 с половиной миллионах экземпляров. А «Build Me Up Buttercup» занял 2 место в Великобритании и 3 место в США.
Группа была первой мультирасовой группой, попавшей на 1 место в Великобритании (в 1967 году с «Baby Now That I’ve Found You»).

## Состав
- См. «The Foundations § Discography» в английском разделе.

## Дискография
- См. «Huey Lewis § Recording credits» в английском разделе.